# 道の駅たちばな
道の駅たちばな（みちのえき たちばな）は、福岡県八女市立花町下辺春にある国道3号の道の駅である。

## 沿革
- 2004年 （平成16年）8月9日 - 道の駅に登録される。
- 2005年 （平成17年）2月?日 - 開業。
- 2016年 （平成28年）1月27日 - 国土交通省により平成27年度重点「道の駅」に選定される[1]。

## 施設
- 駐車場
  - 普通車 - 60台
  - 大型車 - 8台
  - 身体障がい者用 - 2台
- トイレ -（）内は、24時間利用可能
  - 男 - 大 3器（2器）、小 7器（5器）
  - 女 - 10器（8器）
  - 身体障がい者用トイレ - 1器（1器）
- 公衆電話
- 食堂 「招竹梅[2]」- 10時00分 ～ 18時00分 - オーダーストップ 17時00分
- 農産物直売所 「立花町農産物等直売所[3]」- 9時00分 ～ 18時00分
- 「かぶと屋 道の駅たちばな店」
- 観光案内所
- 情報コーナー
  - 竹炭で作られた竹炭水が無料で汲める。
  - 道路を隔てた箇所に防災拠点として国土交通省の防災センターがある。格納品は、非常用発電設備、防災トイレ、土嚢などである。

## 休館日
- 第2水曜日
- 年末年始

## アクセス
- 国道3号 - 国道325号重複区間 - 登録路線

## 周辺
- 白城の里[4]
- 辺春川[5]